# 1982–1983-as jugoszláv labdarúgó-bajnokság (első osztály)

## Bajnokság
M = Mérkőzések száma, Gy: Győzelmek száma, D: Döntetlenek száma, V: Vereségek száma, Rg: Rúgott gólok száma, Kg: Kapott gólok száma, Gk: Gólkülönbség, P: Pontok száma.

### A góllövőlista élmezőnye
| Helyezés | Név                | Klub            | Gólok száma |
| -------- | ------------------ | --------------- | ----------- |
| 1        | Sulejman Halilović | Dinamo Vinkovci | 18          |
| 2        | Dragan Mance       | Partizan        | 15          |
| 3        | Vladimir Skočajić  | Velež           | 14          |
| 4        | Zlatko Kranjčar    | Dinamo Zagreb   | 13          |
| 4        | Dušan Savić        | Crvena Zvezda   | 13          |
| 6        | Dušan Mitošević    | Radnički Niš    | 12          |
| 7        | Dušan Bajević      | Velež           | 11          |
| 7        | Ivan Cvjetković    | Sloboda         | 11          |
| 7        | Damir Desnica      | Rijeka          | 11          |
| 7        | Mersad Kovačević   | Sloboda         | 11          |
| 7        | Dušan Pešić        | Hajduk Split    | 11          |

## A bajnokcsapat kerete
- FK Partizan (edző Miloš Milutinović)

| Játékos neve          | Mérkőzések száma | Gólok száma |
| --------------------- | ---------------- | ----------- |
| Ljubomir Radanović    | 34               | 3           |
| Aleksandar Trifunović | 32               | 9           |
| Momčilo Vukotić       | 32               | 5           |
| Slobodan Rojević      | 32               | 1           |
| Dragan Mance          | 30               | 15          |
| Miodrag Ješić         | 27               | 1           |
| Miodrag Radović       | 25               | 1           |
| Zvonko Živković       | 23               | 9           |
| Zoran Dimitrijević    | 23               | 2           |
| Nenad Stojković       | 23               | 1           |
| Admir Smajić          | 22               | 0           |
| Nikica Klincsarszki   | 21               | 2           |
| Zvonko Varga          | 20               | 3           |
| Rade Zalad            | 20               | 0           |
| Dževad Prekazi        | 19               | 4           |
| Ranko Stojić          | 16               | 0           |
| Sead Sarajlić         | 11               | 0           |
| Zvonko Popović        | 10               | 1           |
| Miloš Đelmaš          | 6                | 0           |
| Novica Kostić         | 2                | 0           |
| Stevica Kuzmanovski   | 2                | 0           |
| Slobodan Pavković     | 2                | 0           |
| Sead Mašić            | 2                | 0           |
| Radomir Radulović     | 1                | 0           |
| Zoran Lilić           | 1                | 0           |

## Kupaszereplések

### Bajnokcsapatok Európa-kupája 1982-1983
- Első kör:

 Sporting CP – Dinamo Zagreb V (0−1, 3−0) 3−1-es összesítéssel

### UEFA Kupa 1982–83
- Első kör:

 PFK Szlavija Szofija – FK Szarajevó GY (2−2, 2−4) 4−6-os összesítéssel
 Zurrieq – Hajduk Split GY (1−4, 0−4) 1−8-as összesítéssel
- Második kör:

 Corvinul Hunedoara – FK Szarajevó GY (4−4, 0−4) 4−8-as összesítéssel
 Bordeax – Hajduk Split V (1−4, 4−0) 5−4-es összesítéssel
- Harmadik kör:

 Anderlecht – FK Szarajevó V (6−1, 0−1) 6−2-es összesítéssel

### Kupagyőztesek Európa-kupája 1982–83
- Első kör:

 Lillestrøm – Crvena Zvezda GY (0−4, 0−3), 0−7-es összesítéssel
- Második kör:

 FC Barcelona – Crvena Zvezda V (2−4, 1−2), 3−6-os összesítéssel